# Соляно-кислотная обработка призабойной зоны скважины
Соляно-кислотная обработка, СКО применяется на нефтяных и нагнетательных скважинах, эксплуатирующих карбонатные и трещиннопоровые пласты любой толщины.
В нагнетательных скважинах соляно-кислотную обработку применяют из-за уменьшения приемистости скважин или загрязнения призабойной зоны. Применяется только в карбонатных пластах.
Для обработки терригенных пластов применяется смесь соляной и фтористоводородной кислот.

## Объём и концентрация растворов кислоты
Эффективность соляно-кислотных обработок скважин зависит от концентрации кислоты, её количества, давления при обработке, температуры на забое, характера пород и других факторов. Для проведения кислотных обработок объём и концентрация раствора кислоты планируются для каждой скважины различными параметрами.
Параметры по проведению соляно-кислотной обработки:
1. объём — 0,4-1,5 м3 на 1 м обрабатываемой мощности пласта;
2. концентрация 12-16 % соляной кислоты.

Наименьшие объёмы кислоты в 0,4-1,0 м3 на 1 м пласта применяют для малопроницаемых карбонатных пород при малодебитных скважинах, концентрация раствора принимается с 15-16 % соляной кислоты, а при отдельных обработках до 20 % соляной кислоты.
Когда применяют соляно-кислотную обрабоми раствора кислоты 0,2 — 0,4 м3 на 1 м мощности, при 5-8 % концентрации кислоты. Например, в месторождениях Узень и Жетыбай для увеличения приемистости скважин применяют соляно-кислотную обработку с колтюбинговой установкой.
При повторных обработках во всех случаях объём кислотного раствора постепенно увеличивают по сравнению с предыдущими обработками до максимального.
Эффективность кислотной обработки призабойной зоны пласта в карбонатных коллекторах зависит от глубины и степени охвата его нефтенасыщенной толщины воздействием, а также от поперечных размеров образовавшихся каналов растворения.